# Tufsane
Die Tufsane (norwegisch für Nichtigkeiten; russisch Пики Бунина Piki Bunina, deutsch ‚Bunin-Spitzen‘) sind eine Gruppe von Nunatakkern im ostantarktischen Königin-Maud-Land. Sie ragen im südzentralen Teil der Sør Rondane auf.
Wissenschaftler des Norwegischen Polarinstituts benannten sie 1988. Der Namensgeber der russischen Benennung ist nicht überliefert. Wahrscheinlich handelt es sich dabei um den russischen Schriftsteller und Lyriker Iwan Alexejewitsch Bunin (1870–1953).